# Perry Rhodan
Perry Rhodan är en serie med rymdoperaböcker som getts ut i Tyskland sedan 1961. Böckerna skrivs av flera olika författare och det kommer ut en i veckan (oräknat spinoffserier och återutgivningar). 2010 hade över 3 000 Perry Rhodanböcker getts ut.